# Moïsseï Ginzbourg
 (juin 2024).
Moïsseï Ginzbourg (russe : Моисей Яковлевич Гинзбург), né le 4 juin 1892 à Minsk et mort le 7 janvier 1946 à Moscou, est un architecte constructiviste soviétique, connu notamment pour son bâtiment du Narkomfin à Moscou.

## Biographie

### Éducation
Ginzbourg est né à Minsk dans une famille d'architecte d'origine juive. Il est diplômé de l'Académie de Milan en 1914 et de l'Institut polytechnique de Riga en 1917. Il vit en Crimée durant la Guerre civile russe (qui est prise tardivement par les Bolchéviques), puis s'installe à Moscou en 1921. Là, il rejoint l'école du Vkhoutemas et l'Institut de l'ingénierie civile (qui sera incorporée par la suite à l'Université technique d'État de Moscou).

### L'idéologie du constructivisme
Fondateur du groupe OSA (Organisation des Architectes Contemporains) qui avait des relations avec Vladimir Maïakovski et Ossip Brik du groupe LEF, Ginzbourg publia le livre Style et époque en 1924, un ouvrage important sur la théorie architecturale ayant des similarités avec le Vers une architecture de Le Corbusier. Ce fut effectivement le manifeste de l'Architecture constructiviste, un style qui associait un intérêt pour l'ingénierie et les technologies avancées avec les idéaux du Socialisme. L'OSA expérimenta des conceptions d'appartements collectifs afin de subvenir aux besoins du mode de vie communiste. Le magazine SA (Sovremennaya Arkhitektura : architecture contemporaine) publiait des débats sur l'urbanisme et la vie en communauté, mais aussi les projets futuristes d'Ivan Leonidov. Le groupe fut dissous au début des années 1930 au profit d'un Regroupement des Associations d'Architectes, en même temps que son concurrent direct, le mouvement ASNOVA dirigé par Nikolaï Ladovski, ou le mouvement proto-stalinien VOPRA.

### Logements collectifs
Le premier de ces logements collectifs furent les appartements Gosstrakh (rue Malaïa Bronnaïa à Moscou) dessinés en 1926, dont l'un fut loué par Serge Tretiakov. Ces appartements constituèrent la toute première application des cinq points de l'architecture moderne de Le Corbusier en URSS. Un bâtiment similaire a été construit sur ces plans de Ginzbourg de 1928 à Sverdlovsk (21, rue Malycheva, terminé en 1932).
Cette expérience se poursuivit trois ans plus tard avec le bâtiment du Narkomfin, condensateur social qui essayait de modeler dans la pierre les principes du socialisme. L'immeuble était construit pour des employés du Commissariat des finances (d'où Narkomfin en russe), et offrait, dans un site paysager, des services collectifs et un toit-terrasse végétalisé. Le Corbusier reconnut que le bâtiment du Narkomfin eut une influence décisive sur ses unités d'habitation, tandis que ses plans d'appartements en duplex ont été copiés par Moshe Safdie pour ses appartements de l'Expo 67 et Denys Lasdun pour ses appartements de St James', à Londres.
En 1928 Ginzbourg dessina aussi le bâtiment gouvernemental d'Alma-Ata (aujourd'hui l'université d'Alma-Ata), terminé en 1931. Au début des années 1930, il s'intéressa plus particulièrement aux projets urbains, abordant un angle aussi bien concret (plans d'Oufa) qu'utopique (concours de la ville verte). Il représenta aussi la délégation soviétique lors des CIAM de 1928 à 1932.

### Carrière dans les années 1930
Comme beaucoup d'artistes d'avant-garde ayant une expérience de la pratique réduite, Ginzbourg tomba en disgrâce en 1932 quand l'État reprit en main la profession d'architecte au profit d'un goût tourné vers le renouveau éclectique de l'Architecture stalinienne. La rétrogradation effective de Ginzbourg et des autres constructivistes du devant de la scène fut un processus graduel qui se prolongea jusqu'à la fin des années 1930. Il ne put plus jamais exercer son art à Moscou ou à Léningrad, mais il réussit à laisser sa contribution en Crimée et en Asie centrale, et maintint son atelier jusqu'à sa mort. Ses nouveaux écrits sur le Logement (Жилище) et la Construction de logements industrialisée (Индустриализация жилищного строительства) furent imprimés en 1934 et 1937. À partir de 1934 Ginzbourg fut rédacteur d'une encyclopédie sur l'Histoire de l'architecture.
Au début des années 1930, Ginzbourg participa à l'urbanisation de la côte de Crimée, dessinant de nombreux hôtels et sanatoriums ; seul un de ces projets fut construit à Kislovodsk (1935-1937). Il fut aussi commandité par le Ministère des chemins de fer pour concevoir le modèle de toutes les gares des lignes d'Asie centrale et de Sibérie. Ses projets de gare, publié à la fin des années 1930, n'est pas aussi audacieux que ceux des années 1920 mais conserve néanmoins une apparence moderniste.
Dans les années 1940, Ginzbourg dessina les plans de reconstruction prévus pour Sébastopol (jamais exécutés) et dessina deux complexes hôteliers à Kislovodsk et Oreanda qui ne seront achevés qu'après sa mort.

## Influence
Son œuvre la plus connue, le bâtiment du Narkomfin, est aujourd'hui dans un état déplorable, dû à l'absence d'entretien depuis des décennies ; il se trouve d'ailleurs sur la liste établie par l'UNESCO des bâtiments en danger. Les projets actuels pour le transformer en un hôtel (dessiné par le petit-fils de Ginzbourg) sont bloqués par un flou juridique quant au statut du site.
La Narkomfin est le sujet de l'étude de Victor Buchli sur la culture matérielle soviétique, Archaeology of Socialism (Berg, 2000) qui retrace son histoire depuis les débuts utopiques jusqu'à la dureté de l'ère stalinienne, terminant par son état actuel proche de la ruine.